# Stazione di Marausa
La stazione di Marausa è una stazione ferroviaria posta sulla linea Alcamo Diramazione-Trapani (via Castelvetrano). Serve il centro abitato di Marausa, località del comune di  Misiliscemi. La stazione è dotata di due binari di circolazione atti al servizio viaggiatori.

## Descrizione
Il fabbricato viaggiatori, a due elevazioni è chiuso al pubblico, ed è dotato di tettoia. Vi sono una bacheca per gli orari cartacei e una macchina obliteratrice. La stazione è gestita in telecomando dal DCO di Palermo ed è servita dai treni regionali operati da Trenitalia sulla relazione Trapani-Castelvetrano-Palermo.